# Landesweingut Kloster Pforta

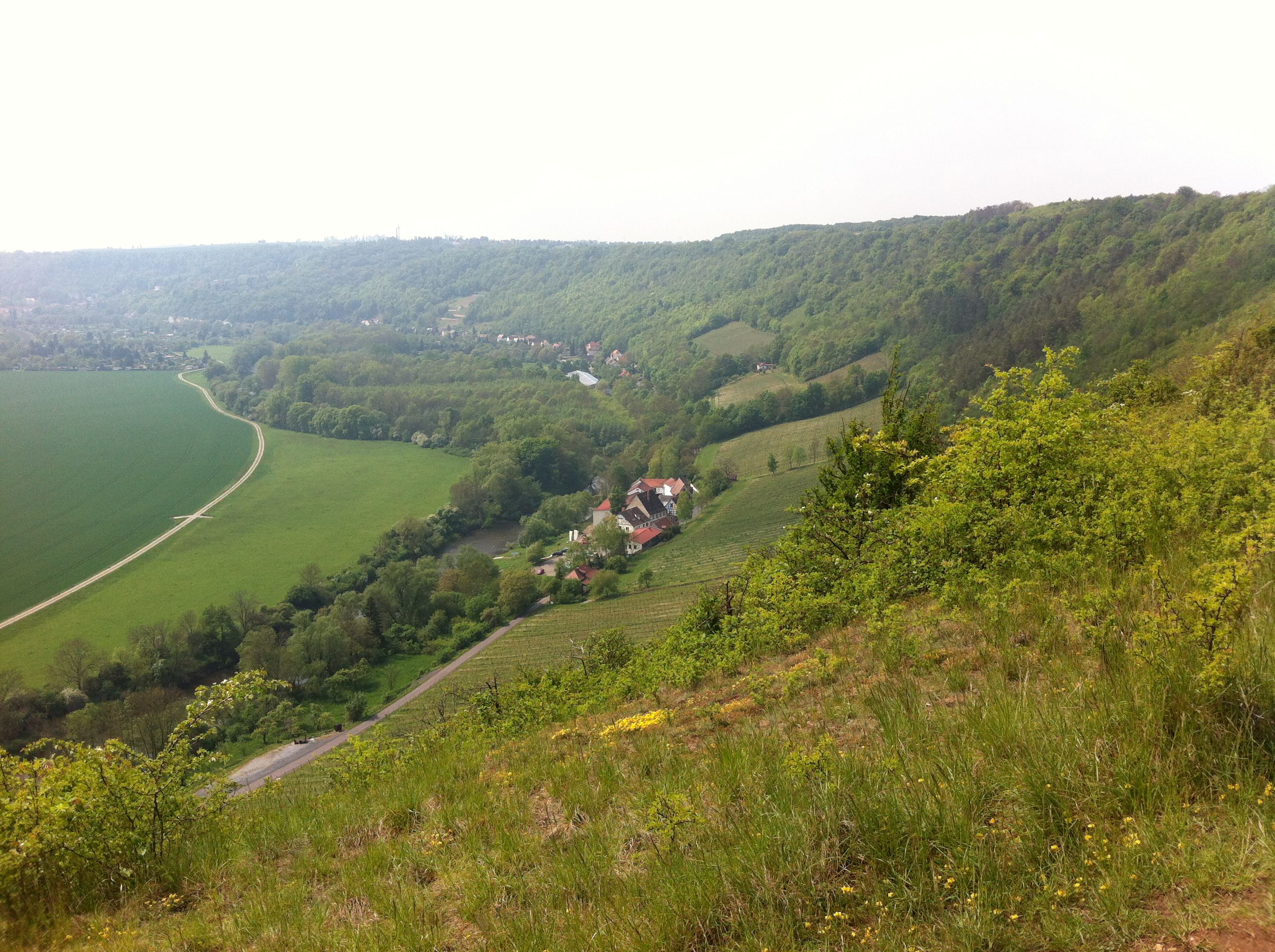
Blick aufs Landesweingut mit Weinberg (Bildmitte), rechts am Hang das NSG Göttersitz

Das Landesweingut Kloster Pforta ist ein staatliches Weingut, das zum Anbaugebiet Saale-Unstrut-Region zugehörig ist. Mit 50 Hektar Rebfläche ist es das größte Weingut dieser Region. Eigentümer ist das Land Sachsen-Anhalt, der Sitz der GmbH ist in Bad Kösen.

## Geschichte
Den Ursprung des Weingutes bildete das Kloster Pforta, welches durch die Zisterzienser 1137 in der Saaleniederung vor den Toren Naumburgs (Saale) gegründet wurde. Unter dem Protegé des sächsischen Herrscherhauses und der Schaffenskraft der Mönche entstand eine vielgestaltige Kulturlandschaft. Insbesondere der Weinbau, welcher vordergründig der Liturgie und der Verpflegung diente, wandelte sich bald zum bedeutenden Handelsgut. Vor der Reformation gehörten 167 Weinberge mit insgesamt 260 ha in den Fluren von 62 Orten zum Besitz des Klosters. Von diesen wurde ein Jahresertrag von 4.012 Naumburger Eimern geerntet, was nach heutigen Maßstäben 10,5 hl/ha sind.
Im Zuge der Reformation wurde das Kloster durch Herzog Moritz von Sachsen aufgelöst und in die Landesschule Pforta überführt. Der Besitz an Weinbergen wechselte teilweise in weltlichen Besitz und wurde dort als Halbberg bewirtschaftet. Die eine Hälfte des Ertrags ging an den bewirtschaftenden Bauern, die andere an das sächsische Herrscherhaus. Mit dem Wiener Kongress verlor das Königreich Sachsen diesen Besitz an Preußen. Dieses richtete nach der Reblauskatastrophe auf einzelnen Flächen unter der Leitung von Carl Julius Bernhard Börner eine Forschungsanstalt ein, welche maßgeblich an der Einführung des Pfropfrebenanbaus beteiligt war.
Den Zweiten Weltkrieg überstand das Weingut unbeschadet und wurde 1952 als VEG Weinbau Naumburg verstaatlicht. Ab 1963 wurde der Weinbau intensiviert, so dass schließlich 120 ha bewirtschaftet wurden. Nach der Wende wurde das Weingut als Landesweingut des Landes Sachsen-Anhalt übernommen und die Rebfläche auf 58 ha verkleinert. 2008 wurde das Landesweingut Kloster Pforta von einem Landesbetrieb in eine GmbH umgewandelt.

## Weinbergslagen

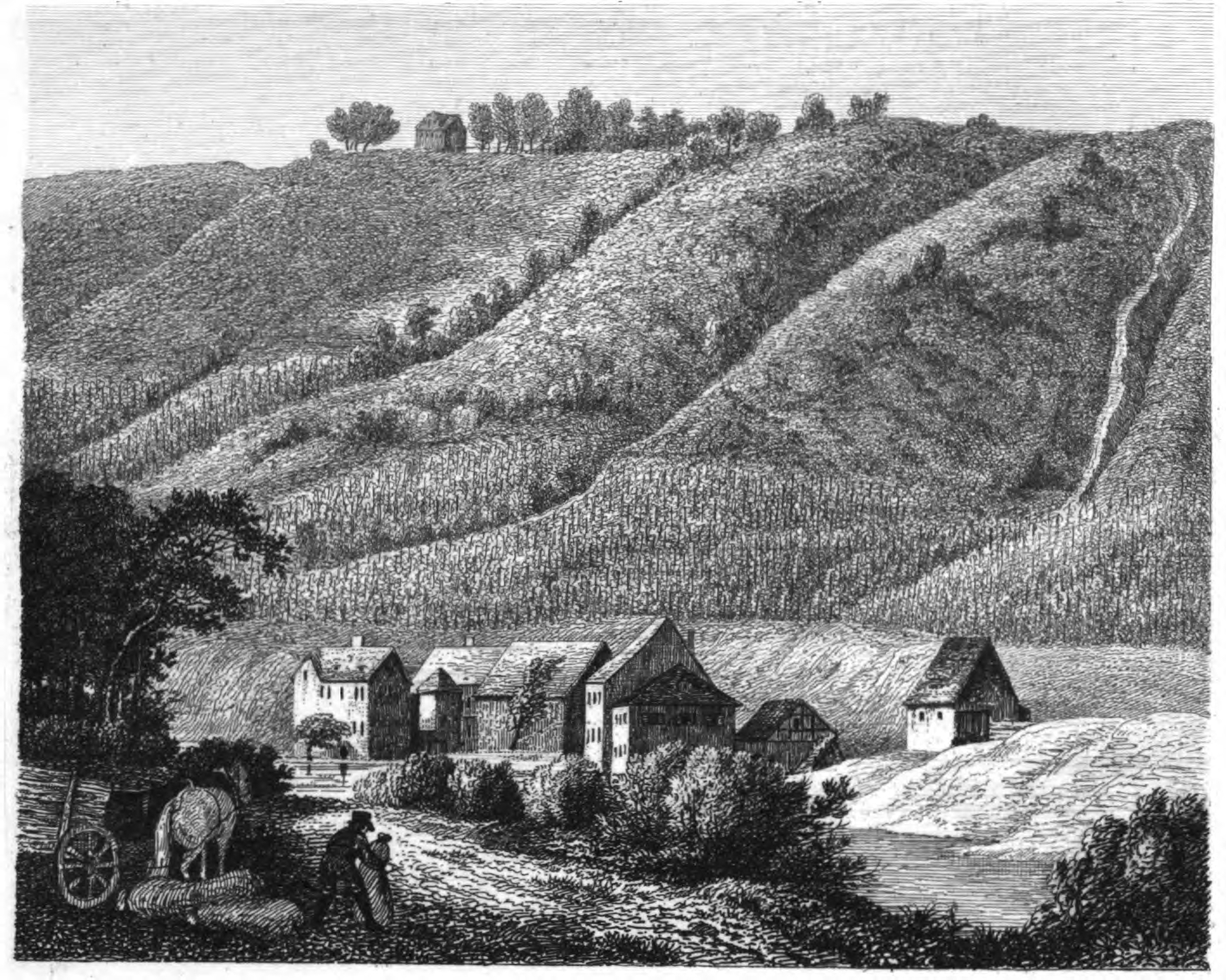
Saalhäuser mit Weinbergen um 1855

- Saalhäuser (10 ha): Muschelkalkverwitterungsboden; die „Häuser der Mönche entlang der Saale“, heute auch Sitz des Weinguts
- Gosecker Dechantenberg (3,5 ha): Buntsandsteinboden; ältester Terrassenweinberg der Region unweit des Sonnenobservatoriums
- Pfortenser Köppelberg (9,5 ha): Flusskiesel- und Lößboden; erster Weinberg (1154) der Mönche von Kloster Pforta
- Naumburger Paradies (15 ha): Lößlehmboden; ursprünglich Versuchsweinberg der Preußischen Forschungsanstalt
- Eulauer Heideberg (10 ha): Lößlehmboden

## Weine
Kloster Pforta baut hauptsächlich Weißweine an, darunter führend sind die Burgundersorten Weißer Burgunder und Grauer Burgunder sowie Riesling aber auch Müller-Thurgau, Gutedel, Bacchus, Silvaner, Gewürztraminer und Kerner. Daneben gelangen auf dem Pfortenser Köppelberg autochthone Rebsorten wie Blauer Silvaner, Weißer Elbling und Weißer Heunisch zu neuer Blüte. In die Rotweine fließen die Sorten André, Blauer Portugieser, Spätburgunder, Zweigelt und Dornfelder ein.